# José Lutzenberger
José Antônio Kroepf Lutzenberger (17.12.1926–14.5.2002) là nhà môi trường học người Brasil, đã đoạt Giải thưởng Right Livelihood năm 1988.

## Cuộc đời và Sự nghiệp
Ông sinh trong một gia đình người Đức ở Porto Alegre, thủ phủ của bang cực nam Rio Grande do Sul của Brasil. Ông tốt nghiệp ngành nông học năm 1950. Trong hơn 15 năm làm việc ở Đức, Venezuela và Maroc cho một công ty hóa chất Đức (công ty BASF), ông đã bán cùng một loại sản phẩm mà sau này ông phải đấu tranh chống lại.
Năm 1971 ông  lập ra tổ chức bảo vệ môi trường tên là Agapan, và trở nên nổi tiếng vì bảo vệ môi trường, cùng với Magda Renner, Hilda Wrasse Zimmermann và các người khác trong thời  kỳ chính phủ quân sự cai trị Brasil. Ông được bổ nhiệm làm bộ trưởng bộ môi trường trong chính phủ liên bang của tổng thống Fernando Collor hồi đầu thập niên 1990.
Stephan Schwartzman – nhà khoa học thâm niên ở Quỹ bảo vệ môi trường (Environmental Defense Fund) nói: "Ông là nhà hoạt động bảo vệ môi trường đầu tiên của Brasil nổi tiếng khắp thế giới và sự kiện ông được chọn làm bộ trưởng bộ môi trường trong chính phủ đầu tiên của Brasil được bầu một cách dân chủ trong 30 năm đúng là một dấu chỉ của mục đích lớn lao mà ông thi hành trong lãnh vực này"
Năm 1987 Lutzenberger thành lập một nhóm gọi là nhóm Gaia, nhắm vào các vấn đề toàn cầu, và một năm sau (1988) ông đoạt Giải thưởng Right Livelihood như sự nhìn nhận công trình của mình.

## Từ trần
Lutzenberger từ trần năm 2002 ở tuổi 75. Ông được mai táng đúng như nguyện vọng: trần truồng, không quan tài, ở gần bên một cây trong một nông trại mà ông đã phục hồi:  Rincão Gaia ở Pantano Grande, cũng thuộc bang Rio Grande do Sul.

## Tác phẩm
- José Lutzenberger, F.-T. Gottwald: Ernährung in der Wissensgesellschaft, Vision: Informiert essen. Campus Verlag, Frankfurt am Main 2000
- José Lutzenberger, S. Pater: Wir können die Natur nicht verbessern – Reden und Aufsätze des brasilianischen Ökologen José Lutzenberger. Aufsatzsammlung, Edition Pater, Bonn 1996, ISBN 3931988104
- José Lutzenberger, M. Schwartzkopff: Giftige Ernte. Tödlicher Irrweg der Agrarchemie. Beispiel: Brasilien, Greven Eggenkamp 1990